# 日本とモンテネグロの関係
日本とモンテネグロの関係（にほんとモンテネグロのかんけい、英語: Japan–Montenegro relations）では、日本とモンテネグロ（以下では歴史的推移を述べるためモンテネグロと表記する）の二国間関係について述べる。日本は2006年6月16日にモンテネグロの独立（2006年6月3日）を承認し、同年7月22日に両国は外交関係を開設した。
2020年時点で、ベオグラードにある在セルビア日本国大使館の中に兼轄する形で、モンテネグロ大使館が置かれている。日本政府は、モンテネグロを含む西バルカン地域の平和と安定を重視し、これに貢献していくという我が国の方針に基づくとの声明を出している。モンテネグロは2024年、東京都で常駐大使館を設置すると宣言した。

## 歴史
日露戦争時点で、モンテネグロ公国はロシアの管理統治下にあり、それ故、1905年にモンテネグロ公国は日本に宣戦布告し、ロシア軍とともに戦うため義勇兵を満州に派遣していた。しかし実際には戦闘に参加しなかったことから、その宣戦布告は無視され、講和会議には招かれなかった。1918年にユーゴスラビア成立によりモンテネグロ公国は消滅したが、国際法上は、モンテネグロ公国と日本は戦争を継続しているという奇妙な状態になった。日本政府は、2006年に提出された衆議院議員鈴木宗男の質問主意書に対する答弁書において「千九百四年にモンテネグロ国が我が国に対して宣戦を布告したことを示す根拠があるとは承知していない。」と回答している。2006年6月3日のモンテネグロ独立宣言に際し、日本政府は、6月16日に独立を承認し、山中燁子外務大臣政務官を総理特使として派遣した。UPI通信は、6月16日、ベオグラードのＢ92ラジオのニュースを引用し、特使は独立承認と100年以上前に勃発した日露戦争の休戦の通達を行う予定と報道したが、日本国外務省からは、特使派遣報告をはじめとして日露戦争や休戦に関連する情報は出されていない。

## 貿易
2013年時点における二国間の貿易額は以下のようになっている。日本の主要輸出品目は食料品、石油・石油精製品、電力、自動車、非鉄金属製品など、日本への主要輸出品目は非鉄金属、金属鉱石・金属くず、飲料、鉄鋼、木材・木材加工品となっている。また、EU内では、日本との貿易額は12番目に多い相手国となっている。
- 対モンテネグロ輸出額:17.7億ユーロ
- 対モンテネグロ輸入額:3.8億ユーロ

## 日本国内でのモンテネグロ人
2019年10月時点で、在日モンテネグロ人は27名となっている。

## 外交使節

### 駐モンテネグロ日本大使
駐セルビア日本大使が兼轄

### 駐日モンテネグロ大使
1. ヨバン・ミルコビッチ（本国常駐、2016年～、信任状捧呈は7月20日[10]）

### 駐日モンテネグロ名誉領事
モンテネグロ国と日本との経済・文化面での交流促進・支援を目的とした名誉領事が任命されている。ビザの申請など在外公館としての実務は担当しない。
在東京モンテネグロ名誉領事館 （2011年〜2020年、新潟日報東京支社内に設置）
1. 大坪賢次（2011年12月〜2020年8月頃）

在犬山（愛知）モンテネグロ名誉領事館（2023年〜、愛知県犬山市の大同メタル工業犬山事務所内に設置）
1. 判治誠吾（2023年10月10日〜）